# Devil Between My Toes
Devil Between My Toes es el segundo lanzamiento y primer disco de la banda de Dayton, Ohio, Guided by Voices, publicado el 15 de febrero de 1987 (el primer lanzamiento del grupo fue el EP de 1986, Forever Since Breakfast). Solo 300 copias del vinilo original fueron lanzadas. Una edición remasterizada del disco fue publicada en Alemania en 1993 por Get Happy, con 1000 copias sacadas.

## Listado de canciones
1. "Old Battery" – 1:46
2. "Discussing Wallace Chambers" – 1:48
3. "Cyclops" – 1:50
4. "Crux" – 2:24
5. "A Portrait Destroyed by Fire" – 5:09
6. "3 Year Old Man" – 1:34
7. "Dog's Out" – 2:09
8. "A Proud and Booming Industry" – 1:03
9. "Hank's Little Fingers" – 2:13
10. "Artboat" – 2:27
11. "Hey Hey, Spaceman" – 2:51
12. "The Tumblers" – 2:39
13. "Bread Alone" – 1:09
14. "Captain's Dead" – 2:00